# Эрзинджан (ил)
Эрзинджа́н (тур. Erzincan) — ил на востоке Турции.

## География
Ил Эрзинджан граничит с илом Эрзурум на востоке, Сивас на западе, Тунджели на юге, Бингель на юго-востоке, Малатья и Элязыг на юго-западе, Гюмюшхане и Байбурт на севере, Гиресун на северо-западе.
Реки: Карасу. Водопады: Гирлевик.

## История
- XVI—XIII века до н. э. — в составе государства Хайаса.
- XIII—IX века до н. э. — самостоятельное княжество в составе союза племен Наири.
- IX—VI века до н. э. . — в составе государства Урарту
- VI—IV века до н. э. — в составе Армянской сатрапии Персидской империи[источник?]
- IV—II века до н. э. — в составе армянского Айраратского царства
- II век до н. э. — IV век н. э. — в составе ашхара Высокая Армения царства Великая Армения
- IV—VII века — в составе административной единицы Первая Армения Римской империи (до 395 года) и Византийской империи[источник?]
- V—IX века — в составе фемы Армениакон Византийской империи.
- IX—XI века — в составе административной единицы Колонея Византийской империи
- XI—XIII — под игом турок-сельджуков
- XIII—XIV века — под монгольским игом
- 1402 год — захвачен Тамерланом
- XIV—XVI века — под властью государств Кара-Коюнлу и Ак-Коюнлу
- 1502 год — захвачен Сефевидами
- 1514 год — захвачен Османской империей
- 1894—1896 года — массовые убийства армян
- май-август 1915 года — геноцид армян
- июль 1916 года — занят русскими войсками, массовая резня мусульман армянскими вооружёнными отрядами[1]
- февраль 1917 года — занят турецкими войсками[2]

## Население
Согласно переписи населения за 2009 год в Эрзинджане проживают 316 841 человек, из них почти 112 тысяч в административном центре, городе Эрзинджане. Население состоит из курдов (носители диалектов курманджи и зазаки) и турок в равных долях.

## Административное деление
Ил Эрзинджан делится на 9 районов:
1. Чайырлы (Çayırlı)
2. Эрзинджан (Erzincan)
3. Илич (İliç)
4. Кемах (Kemah)
5. Кемалие (Kemaliye)
6. Отлукбели (Otlukbeli)
7. Рефахие (Refahiye)
8. Терджан (Tercan)
9. Узюмлю (Üzümlü)

## Землетрясения
Эрзинджан лежит в сейсмически опасной зоне. В 1939 году произошло большое землетрясение, и город Эрзинджан был полностью разрушен. Последнее землетрясение силой 6,8 баллов было в 1992 году и унесло жизни 650 человек.

## Достопримечательности
- крепости Эрзинджана, Кемаха, Ширинли
- церкви Мерьем Аны (Св. Девы Марии), Исы Ворича и Ванк
- мечеть Гюлаби бея
- усыпальницы: Тугай Хатун, Мелик Гази, Бехрам Шах, Гюльджю Баба и Мама Хатун
- бани: Бек, Чадырджи, Гюлаби Бек
- караван-сарай Мама Хатун
- мост Кётюр
- горячий источник Эрзинджан и Экшису